# Transports dans le Finistère
Situé à l'extrémité du territoire métropolitain et du continent européen, le Finistère a longtemps souffert de son éloignement des centres économiques et politiques, aggravé par la faible performance des moyens de transport terrestre. Lorsque le chemin de fer arrive à Brest en 1865, il faut 17 heures pour atteindre Paris, et la ligne de Paris-Montparnasse à Brest ne sera entièrement mise à double voie que dans les dernières années du XIXe siècle. Cette situation a contribué au retard de développement économique qu'accusait le département jusque dans la première moitié du XXe siècle. Mais le plan routier breton à partir des années 1970, puis l'électrification des lignes bretonnes et l'arrivée du TGV au début des années 1990, ont permis au département d'être mieux relié au reste du territoire.
La situation géographique du Finistère a, au contraire, favorisé le développement du transport aérien et surtout maritime. Le port de Brest est un important port de commerce et l'un des principaux ports militaires français, tandis que le port de Roscoff - Bloscon est l'origine d'un trafic de ferries vers l'Irlande.

## Transport routier

### Infrastructures routières
Brest est située à l'extrémité occidentale des deux grands axes routiers de Bretagne nord (route nationale 12) et Bretagne sud (route nationale 165), qui structurent le territoire départemental. La RN 12 relie Brest à Rennes et Paris en desservant notamment Landerneau et Morlaix dans le département, tandis que la RN 165 relie Brest à Lorient et Nantes en passant par Châteaulin et Quimper. Ces deux routes d'accès gratuit ont été aménagées en voies rapides à 2x2 voies dans le cadre du plan routier breton, et sont aujourd'hui circulables à 110 km/h sur l'essentiel de leur parcours. 
La route nationale 164, qui relie Châteaulin à Rennes en traversant Carhaix-Plouguer et le centre de la Bretagne, faisait également partie du plan routier breton et est progressivement mise à 2x2 voies.
Le réseau routier national est complété par un réseau départemental, dont les axes les plus importants (partiellement à 2x2 voies) sont la RD 785 qui relie Morlaix à Pleyben, Quimper, Pont-l'Abbé et Penmarc'h, et la RD 58 qui relie Morlaix à Saint-Pol-de-Léon et Roscoff.

### Transport collectif de voyageurs
Le Finistère est desservi par le réseau régional de transport routier BreizhGo (anciennement Penn-Ar-Bed), qui exploite 48 lignes dans le département. Des gares routières sont présentes à Brest et Quimper.

### Covoiturage et autopartage
L'application de covoiturage OuestGo, développée par les collectivités locales bretonnes, est disponible dans le département.

## Transport ferroviaire

### Historique
Le chemin de fer est apparu dans le département dans les années 1860, avec l'ouverture des lignes de Paris-Montparnasse à Brest et de Savenay (Nantes) à Landerneau (Brest) via Quimper. Le réseau d’intérêt général a été développé dans le nord du département par la Compagnie des chemins de fer de l'Ouest, tandis que le sud du département était desservi par la Compagnie du chemin de fer de Paris à Orléans. A la fin du XIXe siècle, le chemin de fer d’intérêt général à écartement standard atteignait Roscoff, Douarnenez, Pont-l'Abbé et Concarneau, tandis que le centre de la Bretagne était desservi par le réseau breton à écartement métrique, dont Carhaix-Plouguer formait le centre.
Le Finistère a également été desservi à partir de 1893 par un dense réseau de chemins de fer d’intérêt local, exploité par les Chemins de fer départementaux du Finistère, les Chemins de fer armoricains et les Tramways Électriques du Finistère, Ce réseau a totalement disparu en 1946-1947.
|                                             |
| Le réseau ferroviaire à son apogée en 1930. |

|                                     |
| Le réseau ferroviaire de nos jours. |

|                                                    |
| Carte animée de l’évolution du réseau ferroviaire. |

### Situation actuelle

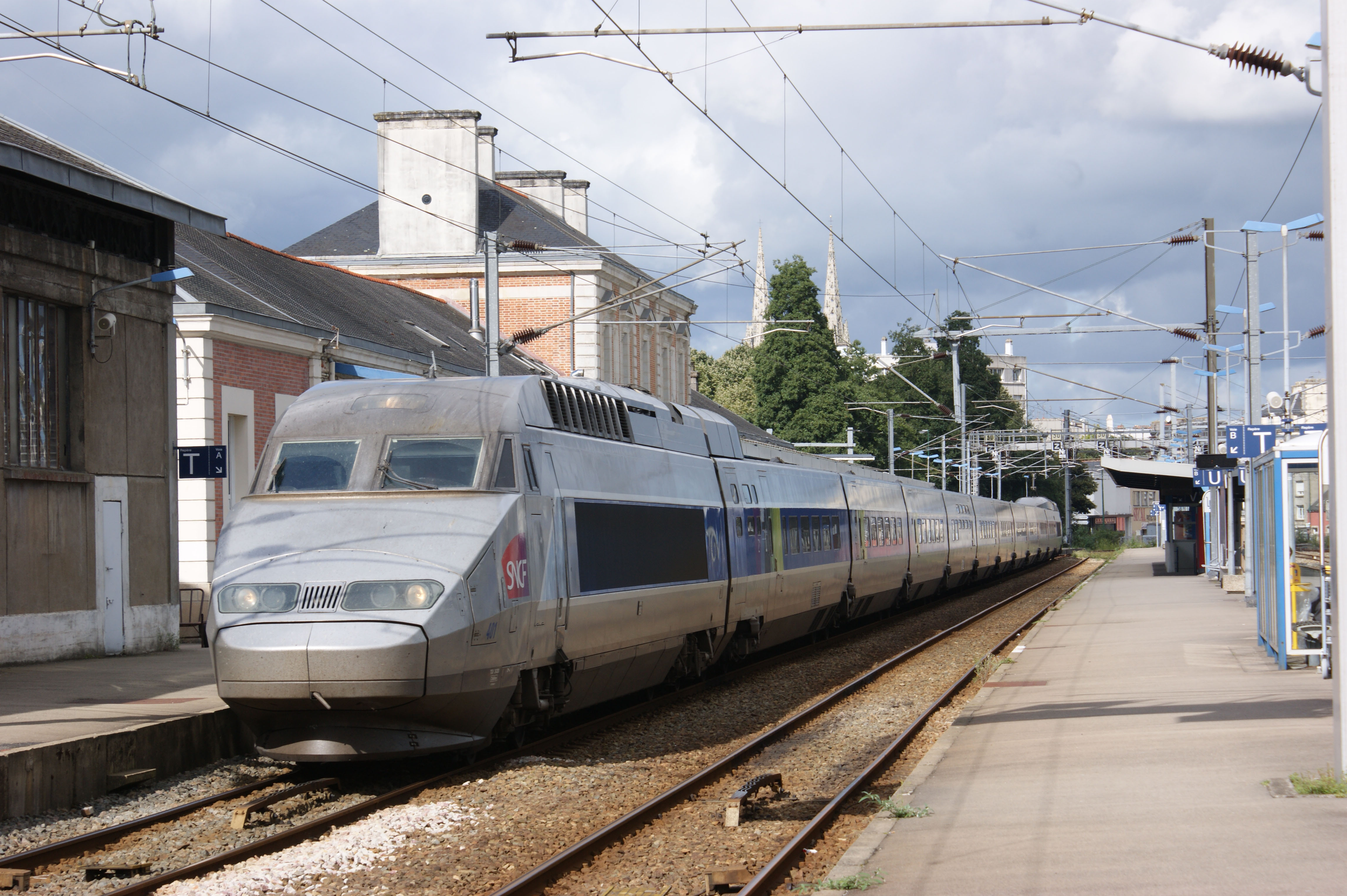
Un TGV au départ en gare de Quimper.

Les principales gares de voyageurs sont celles de Brest et Quimper.
Le Finistère est traversé par les lignes de Paris-Montparnasse à Brest et de Savenay (Nantes) à Landerneau (Brest) via Quimper. La première ligne est électrifiée et à double voie sur toute sa longueur, tandis que la seconde ne l'est que jusqu'à Quimper. La ligne de Guingamp à Carhaix, vestige du réseau breton mis à écartement normal, accueille également quelques trains. 
Ces lignes sont parcourues par les trains TER BreizhGo (TER Bretagne). Depuis l'ouverture de la LGV Bretagne-Pays de la Loire en 2017 et les relèvements de vitesse réalisés progressivement sur les deux grands axes bretons, les gares de Brest et Quimper sont à un peu plus de trois heures de Paris-Montparnasse en TGV.

## Transport maritime
Le transport maritime occupe une place importante dans le département. Les îles, notamment Molène, Ouessant et Sein, ne sont accessibles que par voie maritime (et aérienne pour Ouessant). Beaucoup de ports pratiquent la pêche.
Le port de Brest est un important port de commerce, l'un des principaux ports militaires français, et une ancienne tête de ligne de paquebots transatlantiques. 
Des ferries relient le port de Roscoff - Bloscon à l'Irlande, l'Angleterre et l'Espagne.

## Transport fluvial

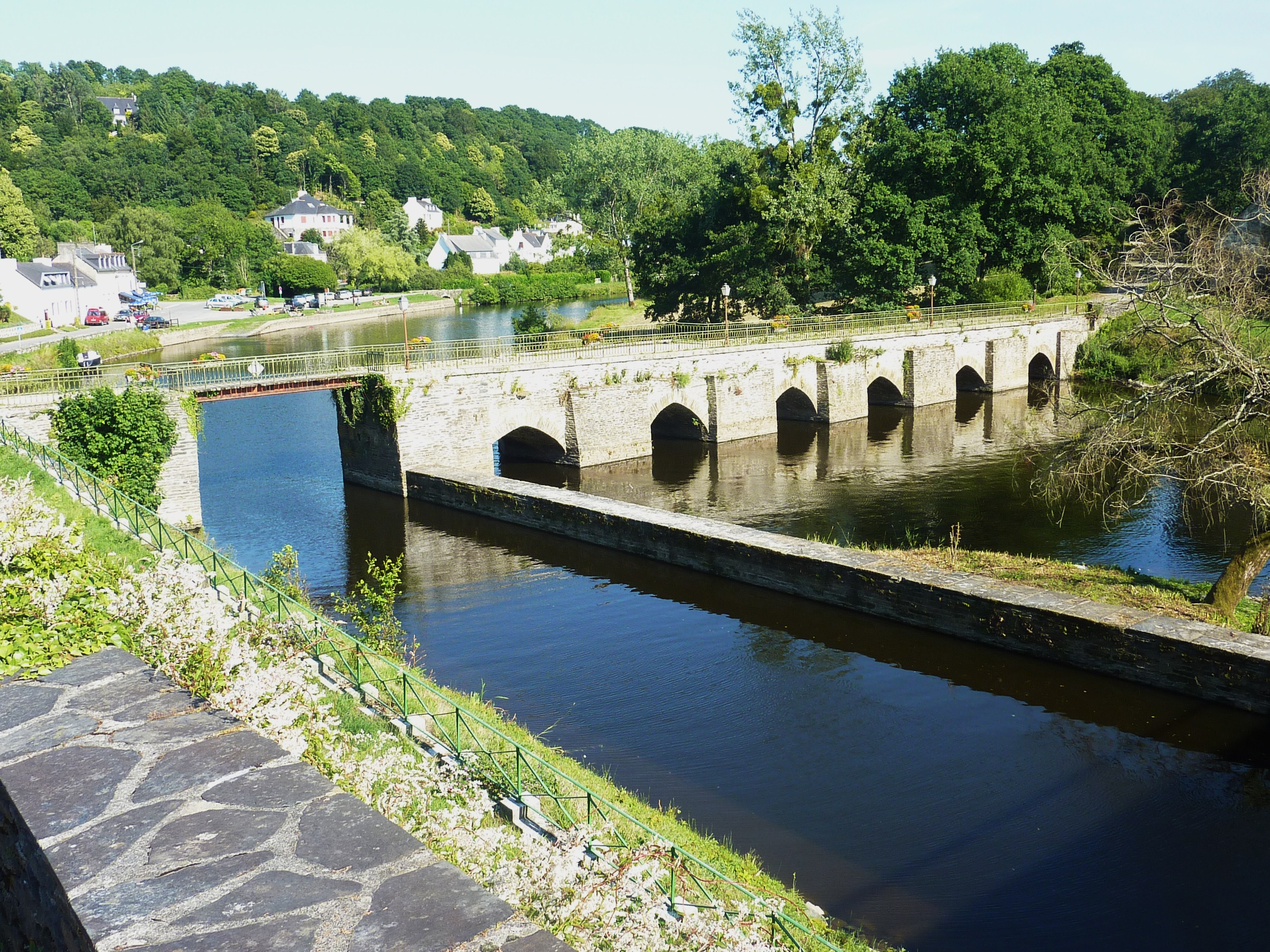
Le canal de Nantes à Brest à Châteauneuf-du-Faou.

La partie finistérienne du canal de Nantes à Brest ayant été déclassée en 1957, il n'existe plus de transport fluvial dans ce département.

## Transport aérien
Avec plus d'un million de voyageurs annuels, l'aéroport de Brest-Bretagne, situé à Guipavas, est le plus important aéroport de Bretagne. Plusieurs compagnies, dont Air France, easyJet et Transavia France, relient Brest à divers aéroports français et européens.
Les aéroports de Quimper-Bretagne et Morlaix-Ploujean, quant à eux, n'accueillent plus qu'un trafic commercial réduit.
L'aérodrome d'Ouessant est relié à l'aéroport de Brest par des vols réguliers, opérés par la compagnie Finistair sous délégation de service public.

## Transports en commun urbains et périurbains

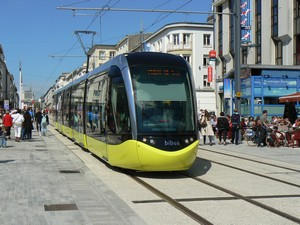
Le tramway de Brest.

Brest Métropole, Quimper Bretagne occidentale, Morlaix Communauté, Concarneau Cornouaille Agglomération, Quimperlé Communauté, Poher communauté, la Ville de Landerneau et la Ville de Douarnenez sont autorités organisatrices de la mobilité sur leur territoire et organisent des services de transport dans leur ressort territorial. 
Brest est desservie par un tramway depuis 2012. Brest avait déjà connu un tramway de 1898 à 1944. Les autres agglomérations ne sont desservies que par des bus.

## Modes actifs
Le département est traversé par plusieurs voies vertes et véloroutes, et par l'EuroVelo 4. Le conseil départemental du Finistère met en place un plan vélo visant à disposer de 400 km d'itinéraires structurants en 2028 et 500 km en 2034.
La Fédération française de la randonnée pédestre (FFRP) a balisé 4 sentiers de grande randonnée dans le département : GR 34 (qui longe la côte bretonne), GR 37 (de Vitré à Douarnenez), GR 38 (de Douarnenez à Redon) et GR 380 (boucle dans les monts d'Arrée.